# Midye dolma
Midye dolma o midye dolması (in lingua turca, corrisponde alle "cozze ripiene" in italiano) è un piatto appartenente alla cucina turca. Il midye dolma consiste in cozze ripiene con "iç pilavı" un tipo di pilav fatto con riso, uvetta, pinoli e diverse spezie. Insieme ad altri piatti a base di pollo e cozze, nella cucina turca questo piatto è classificato come antipasto o meze. Oltre ad essere una variante del dolma, è anche considerato un cibo di strada.

## Nella cultura di massa
I venditori di midye dolma a Istanbul, interessantemente, provengono da Mardin, una provincia senza mare.